# 6401 Roentgen
6401 Roentgen (1991 GB2) là một tiểu hành tinh vành đai chính được phát hiện ngày 15 tháng 4 năm 1991 bởi C. S. Shoemaker ở Palomar.